# 聖ヶ塔病院
聖ヶ塔病院 （せいがとうびょういん）は、熊本県熊本市西区にある医療機関。医療法人財団聖十字会が運営する病院である。1947年10月に山本医院として開設された。

## 診療科
- 内科
- 外科
- 整形外科
- リハビリテーション科
- 神経内科
- 呼吸器科
- 循環器科
- リウマチ科
- アレルギー科
- 放射線科

## 医療機関の指定・認定
- 保険医療機関[2]
- 労災保険指定医療機関[2]
- 身体障害者福祉法指定医の配置されている医療機関[2]
- 生活保護法指定医療機関[2]
- 戦傷病者特別援護法指定医療機関[2]
- 原子爆弾被害者一般疾病医療取扱医療機関[2]
- 特定疾患治療研究事業委託医療機関[2]

- 公益財団法人日本医療機能評価機構認定病院[3]

## いきいき健康講座
病院機能の一つである予防医学に取り組むため月に一回の割合で健康教室を開催している。患者やその家族、及び地域の人々が対象。

## 交通アクセス
- 桜町バスターミナルより　産交バス河内経由玉名行き「聖ヶ塔」バス停下車[4]
- JR鹿児島本線「玉名駅」より　河内経由桜町BT行き「聖ヶ塔」バス停下車[4]